# Matewan (Virgínia de l'Oest)
Matewan és una població dels Estats Units a l'estat de Virgínia de l'Oest. Segons el cens del 2000 tenia 498 habitants.

## Demografia
Segons el cens del 2000, Matewan tenia 498 habitants, 253 habitatges, i 124 famílies. La densitat de població era de 384,6 habitants per km².
Dels 253 habitatges en un 18,6% hi vivien nens de menys de 18 anys, en un 36,4% hi vivien parelles casades, en un 8,7% dones solteres, i en un 50,6% no eren unitats familiars. En el 48,6% dels habitatges hi vivien persones soles el 13,4% de les quals corresponia a persones de 65 anys o més que vivien soles. El nombre mitjà de persones vivint en cada habitatge era d'1,97 i el nombre mitjà de persones que vivien en cada família era de 2,87.
Per edats la població es repartia de la següent manera: un 17,7% tenia menys de 18 anys, un 6,8% entre 18 i 24, un 26,1% entre 25 i 44, un 28,9% de 45 a 60 i un 20,5% 65 anys o més.
L'edat mediana era de 45 anys. Per cada 100 dones de 18 o més anys hi havia 83 homes.
La renda mediana per habitatge era de 13.529 $ i la renda mediana per família de 27.188 $. Els homes tenien una renda mediana de 25.500 $ mentre que les dones 21.875 $. La renda per capita de la població era de 12.586 $. Entorn del 16,8% de les famílies i el 31,9% de la població estaven per davall del llindar de pobresa.

## Poblacions més properes
El següent diagrama mostra les poblacions més properes.